# Chiropterotriton chiropterus
Chiropterotriton chiropterus är en groddjursart som först beskrevs av Cope 1863.  Chiropterotriton chiropterus ingår i släktet Chiropterotriton och familjen lunglösa salamandrar. IUCN kategoriserar arten globalt som akut hotad. Inga underarter finns listade i Catalogue of Life.